# Jiří Pajer
Jiří Pajer (* 16. prosince 1948, Strážnice) je moravský historik, etnograf a archeolog, upravovatel lidových písní, autor velkého množství prací o slováckém folklóru a obcích. Většinu knih si vydal sám ve svém nakladatelství ETNOS. Zaměřuje se také na obrazové publikace.

## Životopis
Vystudoval etnografii (tehdy tzv. národopis) a archeologii na Filosofické fakultě Masarykovy univerzity (tehdy UJEP). V letech 1971–1993 pracoval v Národním ústavu lidové kultury ve Strážnici. Tam ale upadl v nemilost a práce ho tam ani tolik nebavila. Zasloužil se o znovuotevření Městského muzea ve Strážnici, kde v letech 1994–1996 pracoval jako jeho ředitel a jediný zaměstnanec. Následně odešel do předčasné penze a od té doby dle svých vlastních slov působí jako tzv. soukromý vědecký pracovník, ačkoli od poloviny devadesátých let není zaměstnán u žádné vědeckovýzkumné instituce a své knihy si vydává zejména ve vlastním nakladatelství ETNOS.
Takřka celý profesní život se úzce specializuje na dějiny a výrobu keramiky moravských novokřtěnců. Věnoval se i dílu Heřmana Landsfelda a jako historik se soustředil na rodné město Strážnici a okolní obce. Je autorem řady odborných statí, publikací a spoluautorem monografií. Ve známost u veřejnosti na Slovácku vešel svojí knihou Město pod Bílou věží, kterou napsal především pro děti.
V roce 2013 mu byla udělena Cena Jihomoravského kraje za přínos v oblasti archeologie. Bydlí v domě, ve kterém se nacházejí mikve.

## Dílo
- PAJER, Jiří. Ten vánočníčas : sto koled z Moravy. Strážnice: Etnos, 1990. 1350 s. ISBN 80-900300-0-9.
- PAJER, Jiří. Město pod Bílou věží : vyprávění ze staré Strážnice. Strážnice: Etnos, 2000. 199 s. ISBN 80-900300-4-1.
- PAJER, Jiří. Novokřtěnské fajánse ze Strachotína. Mikulov: Regionální muzeum v Mikulově, 2001. 175 s. ISBN 80-85088-11-8.
- PAJER, Jiří; RUCKÁ, Galina; MRÁKA, Jiří. Historie a současnost podnikání na Hodonínsku, Kyjovsku a Veselsku. Žehušice: Městské knihy, 2005. 183 s. ISBN 80-86699-28-5.
- PAJER, Jiří. Studie o novokřtěncích. Strážnice: Etnos, 2006. 234 s. ISBN 978-80-900300-8-4.
- PAJER, Jiří. Řezbář František Gajda. Strážnice: František a Marie Gajdovi, 2007. 259 s. ISBN 80-90374-30-1.
- PAJER, Jiří. Antoš Frolka : reprodukované malířské dílo = reproduced paintings. Strážnice: Etnos, 2010. ISBN 978-80-904622-1-2.
- PAJER, Jiří. Kněždub : minulost a současnost obce. Kněždub: Obec Kněždub, 2011. 320 s. ISBN 978-80-904622-3-6.
- PAJER, Jiří. Novokřtěnecké fajánse z Moravy 1593–1620. Strážnice: Etnos, 2011. 86 s. ISBN 978-80-904622-2-9.[6]
- PAJER, Jiří. Radějov : minulost a současnost obce. Radějov: Obec Radějov, 2012. 384 s. ISBN 978-80-904622-6-7.
- PAJER, Jiří. V městě a na venkově : fotografie ze Strážnice a okolí. Strážnice: Etnos, 2012. 302 s. ISBN 978-80-904622-7-4.[7]
- PAJER, Jiří. Čtení o Horňácku : dějiny, národopis, umění. Strážnice: Etnos, 2013. 256 s. ISBN 978-80-904622-8-1.
- PAJER, Jiří. Stoletá píseň : zpěvačka Marie Procházková. Strážnice: Etnos, 2014. 400 s. ISBN 978-80-904622-9-8.[8]
- ZDENĚK, Kučera; TĚTHAL, Vladimír; MIKL, Luděk; PAJER, Jiří. Pod křídly Slovácko. Strážnice: Etnos, 2016. 352 s. ISBN 978-80-905565-1-5.